# كريستوف برويلش
كريستوف برويلش (بالألمانية: Christoph Broelsch)‏‏ (14 سبتمبر 1944 في هاناو - 12 فبراير 2019 ) طبيب، وأستاذ جامعي، وجراح من ألمانيا.

## الجوائز
- صليب القائد لنيشان استحقاق جمهورية ألمانيا الاتحادية
- صليب وسام الاستحقاق من جمهورية ألمانيا الاتحادية
- Lucie Bolte Prize  [لغات أخرى]‏